# Cardiacs
Cardiacs was een Britse band rond de broers Tim en Jim Smith. De vaak chaotisch klinkende muziek van de band is gebaseerd op de klassieke progressieve rock uit de jaren 70 maar kent belangrijke invloeden uit andere muziekstijlen, met name punk en, in mindere mate, ska. De bezetting is sinds de oprichting vele malen gewijzigd; de broers Smith waren de enige constanten. 
De band werd in 1977 opgericht als Cardiac Arrest. Onder die naam werd in 1979 de single A Bus for a Bus on the Bus uitgebracht. Nog dat jaar werd de naam veranderd in Cardiacs. De muzikale stijl van de band werd van meet af aan beïnvloed door progressieve bands en artiesten als Genesis, Gentle Giant en Frank Zappa, terwijl het geluid sterk beïnvloed werd door de punkbeweging. De muziek verscheen aanvankelijk op cassettes en werd tot op heden, op enkele uitzonderingen na, steeds uitgebracht op het eigen platenlabel The Alphabet Business Concern. Later werden enkele maxi-singles en mini-albums en een live-album uitgebracht, totdat in 1988 het eerste echte studioalbum, A Little Man and a House and the Whole World Window, verscheen. 
Het grootste succes kende de band in de periode 1984-1989. De groep bestond in deze tijd uit zes tot acht leden, onder wie saxofoniste Sarah Smith, sinds 1983 de echtgenote van Tim Smith. In 1984 speelden de Cardiacs in het voorprogramma van Marillion, overigens tot groot ongenoegen van het publiek. In 1987 haalde de band het nieuws dankzij boulevardkrant Sunday Sport, dat berichtte dat Tim en Sarah broer en zus zouden zijn en een incestueuze verhouding hadden. Dit onjuiste bericht werd door de Cardiacs niet echt weerlegd en zorgde voor veel publiciteit. In 1988 werd in eigen land een hit gescoord met de single Is this the life. Buiten Engeland zijn de Cardiacs vrij onbekend; in Nederland heeft de groep echter een cultaanhang en werd ook enkele malen opgetreden. Sinds 1990, toen vier leden opstapten en niet allemaal werden vervangen, onder wie Sarah, bestond de band steeds uit vier leden, waarvan de broers Smith de enige constanten waren. Bij gebrek aan een toetsenist werd sindsdien bij concerten gebruikgemaakt van een geluidsband.
Eind juni 2008 werd Tim Smith getroffen door een hartstilstand. Alle activiteiten, waaronder de release van het nieuwe album (voorlopige titel: LSD) en een reeks concerten in november werden tot nader order geannuleerd.
Tim Smith overleed op 21 juli 2020.
Op 31 juli 2025 werd aanstaande de release van LSD aangekondigd. Jim Smith heeft het album met hulp van bevriende muzikanten afgemaakt. Die dag kwam ook een nieuwe single genaamd Woodeneye uit. Op 1 september komt het album uit.

## Bezetting
Laatste actieve leden
- Tim Smith - leadzang, gitaar, toetsen (1977-2008; overleden 2020)
- Jim Smith - bas, zang (1977-2008)
- Bob Leith - drums (1993-2008)
- Kavus Torabi - gitaar, zang (2003-2008)
- Cathy Harabaras - percussie (2004-2008)
- Melanie Woods - zang (2004-2008)

Voormalige leden
- Michael Pugh - leadzang (1977-1980)
- Peter Tagg - drums (1977-1979)
- Colvin Mayers - keyboards (1978-1981; overleden 1993[92])
- Ralf Cade - saxofoon (1978-1979)
- Mark Cawthra - drums (1979-1982), toetsen, zang (1982-1983)
- Sarah Smith - saxofoon, zang, keyboards (1980-1989; tour 1989-2007)
- Tim Quy - percussie, keyboards (1981-1990; overleden 2023)
- Dominic Luckman - drums (1982-1993)
- William D. Drake - toetsen, zang (1983-1990)
- Graham Simmonds - gitaar (1983-1984)
- Margurite Jonston - saxofoon (1983-1984)
- The Consultant - manager, label vertegenwoordiger (1984-1989)
- Miss Swift - label vertegenwoordiger (1984-1989)
- Christian Hayes - gitaar, zang (1989-1991)
- Jon Poole - gitaar, keyboards, zang (1991-2003)
- Sharron Fortnam - zang (2004-2008)
- Claire Lemmon - zang (2004-2008)
- Dawn Staple - percussie (2004-2008)

## Chronologische discografie
- 1990: The Seaside (albumuitgave van de cassette uit 1983)

### Studioalbums
- 1988: A Little Man and a House and the Whole World Window
- 1989: On Land and in the Sea album
- 1992: Heaven Born and Ever Bright
- 1996: Sing to God (dubbel-cd)
- 1999: Guns
- 2025: LSD (release aangekondigd voor 1 september)

### Compilatiealbums
- 1989: Archive Cardiacs
- 1991: Songs for Ships and Irons (bevat oudere opnamen)
- 1995: Sampler
- 2001: Cardiacs and Affectionate Friends
- 2002: Greatest Hits

### Demoalbums
- 1980: The Obvious Identity (cassette)
- 1981: Toy World (cassette)
- 1983: Archive Cardiacs (cassette)
- 1984: The Seaside (cassette)

### Livealbums
- 1986: Rude Bootleg (opgenomen op het Reading Festival 1986)
- 1988: Radio 1 Sessions / The Evening Show
- 1988: Cardiacs Live (opgenomen in Paradiso, Amsterdam in 1988)
- 1995: All that Glitters is a Mares Nest live-cd en video
- 2005: The Special Garage Concerts Vol I & II

### Ep's
- 1985: Seaside Treats (maxi-single)
- 1987: Big Ship (mini-album)

### Videoalbums
- 1984: Seaside Treats
- 1992: All That Glitters Is a Maresnest
- 2017: Some Fairytales From the Rotten Shed

## Singles
| Jaar | Titel                                                                               | Hoogste posities in de hitlijsten | Album                                               | Opmerkingen |
| Jaar | Titel                                                                               | VK                                | Album                                               | Opmerkingen |
| ---- | ----------------------------------------------------------------------------------- | --------------------------------- | --------------------------------------------------- | --- |
| 1979 | A Bus for a Bus on the Bus (als Cardiac Arrest)                                     | —                                 | Cardiac Arrest E.P.                                 | - Een 7-inch single uitgebracht bij Tortch Records |
| 1987 | There's Too Many Irons in the Fire / All Spectacular                                | —                                 | Non-album single                                    | - Werd opgenomen op Songs for Ships and Irons - Kwam met een tekstblad van 4 pagina's en een fotocollage |
| 1988 | Is This the Life?                                                                   | 80                                | A Little Man and a House and the Whole World Window | - Alphabet was niet in staat om aan de vraag naar de plaat te voldoen na de publicatie op Radio 1 - In Nederland uitgebracht door Torso |
| 1988 | Susannah's Still Alive                                                              | —                                 | Non-album single                                    | - Een cover van Dave Davies van The Kinks, later opgenomen op de compilatie Shangri-La: A Tribute to the Kinks |
| 1989 | Baby Heart Dirt                                                                     | —                                 | On Land and in the Sea                              | - In Nederland uitgebracht door Torso |
| 1991 | Day Is Gone                                                                         | —                                 | Heaven Born and Ever Bright                         | - Vier nummers tellende ep voorafgaand aan de publicatie van het album - Beperkt heruitgebracht op cd in 2015 |
| 1995 | Bellyeye                                                                            | —                                 | Sing to God                                         | - Uitgebracht door Org Records, het platenlabel van het tijdschrift Organ. |
| 1996 | Manhoo                                                                              | —                                 | Sing to God                                         | - Eerste twee van een geplande set van vier gelimiteerde cd-singles van Sing to God |
| 1996 | Odd Even                                                                            | —                                 | Sing to God                                         | - Eerste twee van een geplande set van vier gelimiteerde cd-singles van Sing to God |
| 1999 | Sleep All Eyes Open                                                                 | —                                 | Cardiacs Meet Camp Blackfoot                        | - Gelimiteerde splitsingle met de Engelse band Camp Blackfoot - Cardiacs kant bevat Sleep All Eyes Open van Guns samen met drie nummers van Sing to God (1996), terwijl Camp Blackfoots demo's van nummers van Critical Seed vs. The Spartan Society (1999) bevat. |
| 1999 | Signs                                                                               | —                                 | Guns                                                | - Inclusief een instrumental voor het nummer Dog Like Sparky uit Sing to God |
| 2007 | Ditzy Scene                                                                         | —                                 | LSD                                                 | - Laatste Cardiacs publicatie in het leven van Tim Smith - Beperkte oplage uitgebracht op Organ's singleserie |
| 2020 | Vermin Mangle                                                                       | —                                 | LSD                                                 | - Cardiacs' eerste materiaal sinds hun onderbreking voor onbepaalde tijd in 2008 - Uitgebracht als gratis download via Bandcamp |
|      | "—" geeft single aan die niet in de hitlijsten is opgenomen of niet is uitgebracht. |                                   |                                                     | |